# Nærå Strand
Nærå Strand är en vik i Danmark. Den ligger i Region Syddanmark, i den centrala delen av landet vid Kattegatt.